# Rắn bồng chì
Rắn bồng chì (tên khoa học: Hypsiscopus plumbea) là một loài rắn theo truyền thống được xếp trong chi Enhydris thuộc phân họ Homalopsinae trong họ Colubridae, nhưng gần đây đã được tách sang chi Hypsiscopus. Chi này và chi Enhydris hiện nay đều được xếp trong họ Homalopsidae.
Loài rắn này được tìm thấy ở Nam Á, bao gồm cả Ấn Độ, Miến Điện, Campuchia, Indonesia, Lào, Malaysia, Đông Nam Trung Quốc, Thái Lan, và Việt Nam. Nó là một loài phổ biến và phong phú kết hợp với tất cả các loại môi trường sống ẩm ướt. Bằng chứng DNA cho thấy đơn vị phân loại này có thể là một loài phức tạp.
Rắn bồng chì là một con rắn nhỏ, đạt tổng chiều dài tới 72 cm (28 in).